# Bodianus albotaeniatus
Bodianus albotaeniatus là một loài cá biển thuộc chi Bodianus trong họ Cá bàng chài. Loài này được mô tả lần đầu tiên vào năm 1839.

## Từ nguyên
Từ định danh của loài được ghép bởi hai từ trong tiếng Latinh: albus ("trắng") và taenia ("dây băng"), hàm ý đề cập đến vệt sọc trắng bên dưới mắt ở cá cái trưởng thành.

## Phạm vi phân bố và môi trường sống
B. albotaeniatus là loài đặc hữu của quần đảo Hawaii và đảo Johnston. B. albotaeniatus sống gần các rạn san hô và đá ngầm, được quan sát và thu thập ở độ sâu khoảng từ 8 đến gần 200 m.

## Mô tả

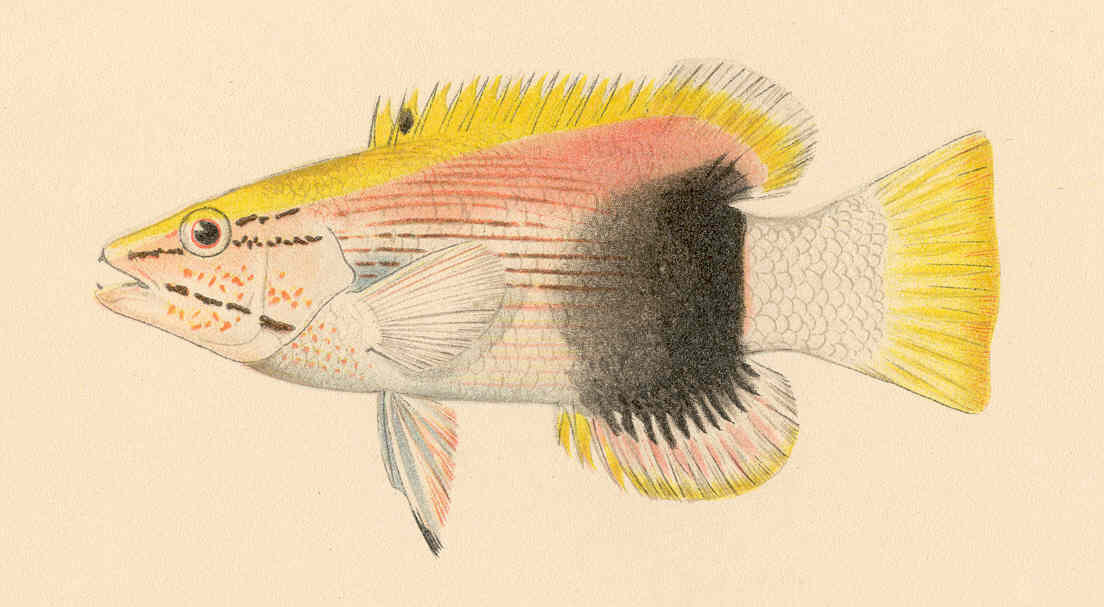
L. strophodes (= B. albotaeniatus con)

B. albotaeniatus có chiều dài cơ thể tối đa được ghi nhận là 51 cm. Do có kiểu hình khá giống với Bodianus bilunulatus mà B. albotaeniatus chỉ được xem là một phân loài, thậm chí là danh pháp đồng nghĩa của B. bilunulatus.
Cá trưởng thành giai đoạn đầu (cá cái hay cá đực đang lớn) có màu vàng, không phải màu hồng như B. albotaeniatus; chúng còn có một vệt đen rất nhỏ trên cuống đuôi mà không bao giờ kéo dài xuống dưới đường bên. Cá đực trưởng thành không còn vệt đen này, lốm đốm các vệt sẫm màu ở lưng (không sẫm màu toàn bộ lưng như B. bilunulatus). Cá con có một vùng màu đen bao quanh thân sau, mờ hơn ở trước và rõ hơn về phía sau (khác với B. albotaeniatus là sẫm đen hoàn toàn).
Số gai ở vây lưng: 12; Số tia vây ở vây lưng: 10; Số gai ở vây hậu môn: 3; Số tia vây ở vây hậu môn: 12; Số tia vây ở vây ngực: 15–17.

## Sinh thái học
Thức ăn của B. albotaeniatus có thể là những loài thủy sinh không xương sống như nhuyễn thể và giáp xác. Cá con được quan sát là có thể dọn ký sinh trên cơ thể các loài cá khác.
B. albotaeniatus được đánh bắt bởi những người thu mua cá cảnh.

### Trích dẫn
- Martin F. Gomon (2006). "A revision of the labrid fish genus Bodianus with descriptions of eight new species" (PDF). Records of the Australian Museum, Supplement. Quyển 30. tr. 1–133. ISSN 0812-7387.